# Vohémar (Stadt)
Vohémar (Malagasy Vohimarina), heute auch Iharana genannt, ist eine der größeren Städte im gleichnamigen Distrikt der Region Sava an der Nordostküste von Madagaskar mit rund 15.000 Einwohnern (2001).
Die Küstenstadt verfügt über einen Seehafen und einen Inlandsflughafen (Vohimarina Airport, IATA-Code: VOH, ICAO-Code: FMHV).
Die nächste größere Hafenstadt ist Antsiranana (295 km).

## Geschichte
Vohémar ist islamischen Ursprungs und war vielleicht sogar der erste Teil von Madagaskar, der von Arabern im 9. und 10. Jahrhundert besiedelt wurde. Muslimische Gräber aus dem 17. und 18. Jahrhundert wurden bei Ausgrabungen in diesem Gebiet gefunden. In Ruinen bei Vohémar fand man auch ägyptische Münzen aus dem Jahr 1137, ebenso wie Porzellan aus China, das ab dem 15. Jahrhundert in großen Mengen in Madagaskar eingeführt wurde. 1598 wurde die Stadt von den Portugiesen vollständig zerstört. Die anderen Niederlassungen der Araber im Norden Madagaskars wurden ebenfalls von Soldaten der portugiesischen Schiffe, die ab 1500 in den Gewässern segelten, überfallen und ausgeplündert.

## Persönlichkeiten, die in der Stadt gewirkt haben

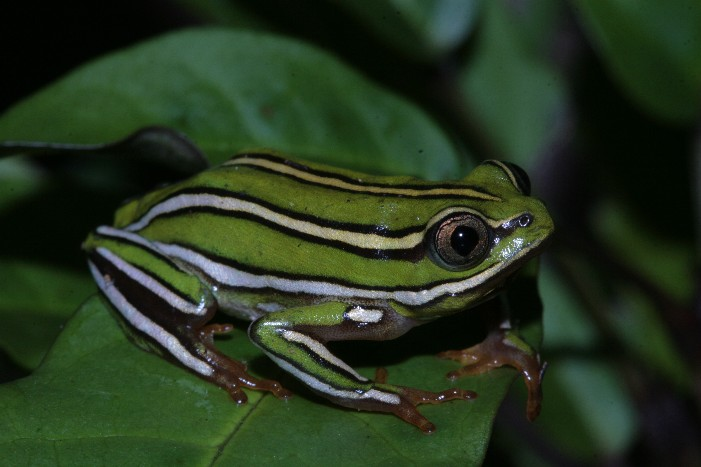
Laubfrosch: Hyperolius rutenbergi

Christian Rutenberg, ein deutscher Naturforscher und Augenarzt, lebte ab Oktober 1877 in Vohémar. Er bereiste die Sumpfgebiete im Westen und das Hochland. Seine naturwissenschaftliche Sammlung mit einigen Tieren und über 600 Pflanzenarten aus Madagaskar gelangte nach seinem Tode nach Bremen; darunter waren ein Laubfrosch (Hyperolius rutenbergi), zwei Spinnenarten sowie 5 Pflanzengattungen und 168 bis dahin unbekannte Pflanzenarten. Einige wurden auch nach Rutenberg benannt. Rutenberg wurde am 25. August 1878 im Maningoza-Reservat von zwei einheimischen Trägern, die ihn bei seinen Exkursionen begleiteten, ermordet.

## Söhne und Töchter der Stadt
- Omer Beriziky (* 1950), Hochschullehrer und Politiker